# イグナシオドーロ
イグナシオドーロ（欧字名:Ignacio d'Oro、2016年2月18日 - ）は、日本の競走馬。主な勝ち鞍に2018年のブリーダーズゴールドジュニアカップ、北海道2歳優駿。
2018年のNARグランプリ2歳最優秀牡馬である。

## 経歴
2018年5月2日、JRA2歳認定競走のスーパーフレッシュチャレンジでデビューし、逃げ切りで初勝利をマーク。2018年デビューの新種牡馬の産駒全体としても、これが第1号の勝ち上がりとなった。重賞初挑戦の栄冠賞はもまれる競馬となり9着に敗れるが、7月のブリーダーズゴールドジュニアカップは2番手から直線で抜け出して押し切り、8番人気の伏兵評価を覆しての重賞初優勝を果たした。10月のサンライズカップは3着。次走の北海道2歳優駿は先手を取って逃げ、直線でウィンターフェルとの激しい追い比べをハナ差制してグレード制重賞初優勝を飾った。なお、当初はウィンターフェルが1着と発表されていたが、後に誤審と発覚。2頭の競走成績や収得賞金・当該競走の成績表は翌2019年の3月に訂正された（競馬法等の関係で、当該競走の確定した順位・払戻金に変更はない）。JpnI初挑戦で出走した年末の全日本2歳優駿は最下位14着に沈んだ。
3歳シーズンからは南関東に移籍するが、3戦してすべて13着以下の惨敗に終わる。4歳夏に北海道に戻るも、調子を取り戻すことはできず、10月6日付で競走馬登録を抹消・引退した。
引退後は栃木県那須塩原市の地方競馬教養センターで訓練馬として繋養されている。

## 競走成績
以下の内容は、netkeiba.comおよびJBISサーチ、地方競馬全国協会、nankankeiba.comに基づく。
| 競走日     | 競馬場 | 競走名                       | 格       | 距離（馬場）  | 頭 数 | 枠 番 | 馬 番 | オッズ （人気） | 着順 | タイム （上り3F） | 着差  | 騎手      | 斤量 [kg] | 1着馬（2着馬）       | 馬体重 [kg] |
| ---------- | ------ | ---------------------------- | -------- | ------------- | ----- | ----- | ----- | --------------- | ---- | ----------------- | ----- | --------- | --------- | -------------------- | ----------- |
| 2018.05.02 | 門別   | スーパーフレッシュCh         | 認定新馬 | ダ1200m（良） | 7     | 6     | 6     | 002.80（2人）   | 01着 | R1:17.6（41.2）   | -0.4  | 0阿部龍   | 54        | （コパノワトソン）   | 490         |
| 0000.06.28 | 門別   | 栄冠賞                       | H2       | ダ1200m（重） | 14    | 5     | 8     | 015.50（6人）   | 09着 | R1:16.7（41.1）   | -1.7  | 0阿部龍   | 54        | イッキトウセン       | 494         |
| 0000.07.31 | 門別   | ブリーダーズGJr.C            | H1       | ダ1700m（良） | 10    | 6     | 6     | 047.40（8人）   | 01着 | R1:52.7（42.8）   | -0.1  | 0阿部龍   | 54        | （イッキトウセン）   | 494         |
| 0000.09.25 | 門別   | ウィナーズCh                 | OP       | ダ1700m（良） | 10    | 3     | 3     | 002.90（2人）   | 02着 | R1:52.4（39.4）   | -0.0  | 0阿部龍   | 56        | ウィンターフェル     | 498         |
| 0000.10.10 | 門別   | サンライズC                  | H2       | ダ1800m（重） | 10    | 7     | 8     | 002.90（3人）   | 03着 | R1:57.2（40.3）   | -1.4  | 0阿部龍   | 55        | マイコート           | 496         |
| 0000.11.01 | 門別   | 北海道2歳優駿                | JpnIII   | ダ1800m（稍） | 13    | 2     | 2     | 012.40（6人）   | 01着 | R1:54.1（39.7）   | -0.0  | 0阿部龍   | 55        | （ウィンターフェル） | 502         |
| 0000.12.19 | 川崎   | 全日本2歳優駿                | JpnI     | ダ1600m（重） | 14    | 3     | 3     | 042.60（7人）   | 14着 | R1:45.9（43.1）   | -3.1  | 0阿部龍   | 55        | ノーヴァレンダ       | 489         |
| 2019.05.08 | 船橋   | 東京湾C                      | SIII     | ダ1700m（良） | 13    | 2     | 2     | 008.40（6人）   | 13着 | R1:56.9（46.1）   | -6.3  | 0的場文男 | 57        | サクセッサー         | 499         |
| 0000.06.05 | 大井   | 東京ダービー                 | SI       | ダ2000m（良） | 16    | 3     | 6     | 042.90（8人）   | 16着 | R2:18.2（46.8）   | -8.8  | 0赤岡修次 | 56        | ヒカリオーソ         | 494         |
| 0000.12.05 | 大井   | ビオラ賞                     | A2一     | ダ1600m（重） | 15    | 4     | 7     | 024.6（10人）   | 15着 | R1:49.3（47.0）   | -7.1  | 0今野忠成 | 56        | マースインディ       | 501         |
| 2020.07.16 | 門別   | JAバンクよりぞう特別         | A1       | ダ1200m（稍） | 11    | 5     | 5     | 016.80（7人）   | 11着 | R1:22.8（46.1）   | -10.2 | 0阿部龍   | 55        | ブラゾンドゥリス     | 518         |
| 0000.07.29 | 門別   | エピファネイアP              | A1       | ダ1200m（良） | 11    | 1     | 1     | 047.00（7人）   | 11着 | R1:17.4（39.0）   | -4.0  | 0阿部龍   | 55        | ソルサリエンテ       | 522         |
| 0000.08.12 | 門別   | ハスカップ特別               | A1       | ダ1200m（良） | 8     | 3     | 3     | 066.70（6人）   | 08着 | R1:17.5（41.9）   | -4.5  | 0阿部龍   | 55        | アルジャーノン       | 522         |
| 0000.08.26 | 門別   | 一般社団法人東京馬主協会特別 | A1       | ダ1200m（良） | 7     | 3     | 3     | 030.80（5人）   | 07着 | R1:19.3（40.6）   | -4.8  | 0阿部龍   | 55        | モリデンリオ         | 514         |
| 0000.09.09 | 門別   | 北海道えぞまつ特別           | A1       | ダ1200m（稍） | 12    | 7     | 9     | 199.0（11人）   | 12着 | R1:19.6（43.0）   | -6.2  | 0阿部龍   | 54        | オールドベイリー     | 516         |

## 血統表
| イグナシオドーロの血統             | イグナシオドーロの血統                             | イグナシオドーロの血統                             | （血統表の出典）                                   | （血統表の出典）      |
| 父系                               | サドラーズウェルズ系                               | サドラーズウェルズ系                               | サドラーズウェルズ系                               | [ § 2 ]               |
| 父 *ヴィットリオドーロ 2009 黒鹿毛 | 父の父Medaglia d'Oro 1999 黒鹿毛                   | El Prado                                           | Sadler's Wells                                     | Sadler's Wells        |
| 父 *ヴィットリオドーロ 2009 黒鹿毛 | 父の父Medaglia d'Oro 1999 黒鹿毛                   | El Prado                                           | Lady Capulet                                       |                       |
| 父 *ヴィットリオドーロ 2009 黒鹿毛 | 父の父Medaglia d'Oro 1999 黒鹿毛                   | Cappucino Bay                                      | Bailjumper                                         | Bailjumper            |
| 父 *ヴィットリオドーロ 2009 黒鹿毛 | 父の父Medaglia d'Oro 1999 黒鹿毛                   | Cappucino Bay                                      | Dubbed In                                          |                       |
| 父 *ヴィットリオドーロ 2009 黒鹿毛 | 父の母プリエミネンス 1997 鹿毛                     | *アフリート                                        | Mr. Prospector                                     | Mr. Prospector        |
| 父 *ヴィットリオドーロ 2009 黒鹿毛 | 父の母プリエミネンス 1997 鹿毛                     | *アフリート                                        | Polite Lady                                        |                       |
| 父 *ヴィットリオドーロ 2009 黒鹿毛 | 父の母プリエミネンス 1997 鹿毛                     | アジテーション                                     | Caerleon                                           | Caerleon              |
| 父 *ヴィットリオドーロ 2009 黒鹿毛 | 父の母プリエミネンス 1997 鹿毛                     | アジテーション                                     | *ランザリスク                                      |                       |
| 母 ベラトリックス 2008 鹿毛        | 母の父スマートボーイ 1995 鹿毛                     | *アサティス                                        | Topsider                                           | Topsider              |
| 母 ベラトリックス 2008 鹿毛        | 母の父スマートボーイ 1995 鹿毛                     | *アサティス                                        | Secret Asset                                       |                       |
| 母 ベラトリックス 2008 鹿毛        | 母の父スマートボーイ 1995 鹿毛                     | アンラブル                                         | *ノーリュート                                      | *ノーリュート         |
| 母 ベラトリックス 2008 鹿毛        | 母の父スマートボーイ 1995 鹿毛                     | アンラブル                                         | アラート                                           |                       |
| 母 ベラトリックス 2008 鹿毛        | 母の母クラリッサ 1988 鹿毛                         | トウショウボーイ                                   | *テスコボーイ                                      | *テスコボーイ         |
| 母 ベラトリックス 2008 鹿毛        | 母の母クラリッサ 1988 鹿毛                         | トウショウボーイ                                   | *ソシアルバターフライ                              |                       |
| 母 ベラトリックス 2008 鹿毛        | 母の母クラリッサ 1988 鹿毛                         | クイングランド                                     | *オンリーフォアライフ                              | *オンリーフォアライフ |
| 母 ベラトリックス 2008 鹿毛        | 母の母クラリッサ 1988 鹿毛                         | クイングランド                                     | *アマリテュード                                    |                       |
| 母系(F-No.)                        | (FN:2-f)                                           | (FN:2-f)                                           | (FN:2-f)                                           | [ § 3 ]               |
| 5代内の近親交配                    | Northern Dancer：5×5、クイングランド：3・5（母内） | Northern Dancer：5×5、クイングランド：3・5（母内） | Northern Dancer：5×5、クイングランド：3・5（母内） | [ § 4 ]               |
| 出典                               | 1. 2. 3. 4.                                        | 1. 2. 3. 4.                                        | 1. 2. 3. 4.                                        | 1. 2. 3. 4.           |

- 母ベラトリックスは笠松の重賞・クイーンカップ勝ち馬。
- 半妹プリモジョーカー（父スズカコーズウェイ）は、リリーカップの勝ち馬。
- 伯父に2003年サラブレッドチャレンジカップ勝ち馬のタマモリッチがいる。
- そのほかの近親にスリーオペレーター、スマートボーイなど。詳細はフェオラ#その他の近親を参照。